# Francesco Colonnese
Francesco Colonnese (ur. 10 sierpnia 1971 w Potenzy) - były włoski piłkarz, występujący podczas kariery na pozycji obrońcy.

## Kariera klubowa
Karierę piłkarską Francesco Colonnese rozpoczął w czwartoligowej Potenzy w 1989 roku. W 1991 roku przeniósł się do trzecioligowego Giarre. Rok przeniósł się do występującego w Serie B Cremonese. Z Cremonese awansował do Serie A w 1993 roku. Dobra gra zaowocowała transferem do AS Roma. Nie mogąc wywalczyć sobie miejsca w składzie Romy (rozegrał tylko pięć meczów) został wypożyczony do SSC Napoli. W Napoli występował przez dwa lata i dotarł z klubem z Neapolu do finału Pucharu Włoch, gdzie Napoli okazało się gorsze od Vicenzy.
Dobra gra zaowocowała transferem do Interu Mediolan. W Interze zadebiutował 18 listopada 1997 w przegranym 0-1 meczu z Piacenzą w Pucharze Włoch. Colonnese spędził w Interze trzy lata. Z Interem zdobył Puchar UEFA 1998, wicemistrzostwo Włoch 1998, ćwierćfinał Ligi Mistrzów 1999, gdzie Inter uległ późniejszemu zwycięzcy Manchesterowi United oraz finał Pucharu Włoch 2000. Ostatni raz w barwach czarno-niebieskich wystąpił 22 kwietnia 2000 w wygranym 3-0 meczu ligowym z AS Bari. W Interze rozegrał 80 spotkań (56 w lidze, 11 w europejskich pucharach i 13 w Pucharze Włoch) i strzelił 2 bramki w lidze.
W 2000 przeszedł do ówczesnego mistrza Włoch S.S. Lazio. W Lazio grał przez cztery lat, choć naprawdę sporadycznie występował tylko w dwóch pierwszych sezonach. Ostatnie dwa lata kariery spędził w pierwszoligowej Sienie, w której skończył karierę w 2006 roku.

## Kariera reprezentacyjna
Francesco Colonnese ma za sobą występy w reprezentacji Włoch U-21. W 1994 roku zdobył Mistrzostwo Europy U-21. W 1993 wystąpił z reprezentacją olimpijską w Igrzyskach Śródziemnomorskich.